# جلين وود
جلين وود هي منظمة غير ربحية في، كولد سبرينج بنيويورك. وتتمثل مهمتها في المساعدة في إنقاذ الزراعة في الشمال الشرقي ، ولا سيما وادي هدسون ، من خلال تعزيز المجتمعات الزراعية والأنظمة الغذائية الإقليمية.
مركز جلين وود في وادي هودسون ، ويسعى جاهداً لجعل المزارعين الصغار ومتوسطي النمو يزدهرون «على الأرض وفي السوق».

## نظرة عامة
ترى جلين وود ، وهو منظمة غير هادفة للربح ، ترى انه من المهم أن يكون أكثر صحة نظام الغذاء الإقليمي ، ومساعدة الاقتصاد ، والحفاظ على البيئة الطبيعية ، وتعزيز الشعور المكان. وهم يجعلون من مهمتهم ضمان ان تزدهر الزراعة في وادي هدسون عن طريق وضع وتنفيذ البرامج الأساسية التي تعزز قدره الزراعة على البقاء في منطقتنا. وفي الوقت الحالي فإن رؤية جلين وود هي وادي هدسون محدد بواسطة الغذاء: حيث ينجح المزارعون ، وينجح أصحاب المشاريع الغذائية ، ويتغذى السكان ويليهم الزوار.
يعمل جلين وود على أراضيهم الزراعية الخاصة ، والاختبارات ، والابتكار ، والتقنيات التعليمية التي تبين الجدوى الاقتصادية للممارسات الزراعية المستدامة.
تتكون جلين وود من ثلاثة برامج أساسية بالإضافة إلى مزرعتها التي تفي بمهمتها لتعزيز الزراعة المستدامة.
هناك عدد قليل من المشاريع التي يمتلكها مشروع سايدر، مكرسة للحفاظ على بساتين التفاح في وادي هدسون عن طريق تعزيز إنتاج عصير التفاح الثابت والمشروبات الروحية التفاح ، ومزرعة وادي هدسون حاضنة الأعمال ، في نيو بالتز ، بنيويورك ، والحفاظ على برنامج الزراعة ،مكرسة لتمكين المجتمعات المحلية لإنقاذ الزراعة وغيرها.